# Cyphomyia formosa
Cyphomyia formosa är en tvåvingeart som beskrevs av James 1940. Cyphomyia formosa ingår i släktet Cyphomyia och familjen vapenflugor. Inga underarter finns listade i Catalogue of Life.